# Giovanni Ravasio
Giovanni Ravasio (Cisano Bergamasco, 4 settembre 1921 – Cisano Bergamasco, 7 luglio 2010) è stato un partigiano italiano.

## Biografia
Giovanni Ravasio nasce il 4 settembre 1921 a Cisano Bergamasco, in provincia di Bergamo. Fu un partigiano e noto con il nome di battaglia Clen. Durante gli anni della guerra civile assume l'incarico di comandante della Brigata Albenza operante nel bergamasco in Lombardia.
Nel 1944 Giovanni ed un compagno di brigata, riescono a catturare sulle Alpi lombarde due ufficiali tedeschi che stavano attraversando il paese e decide di trasferirli al campo base partigiano. Questa sua azione provoca inevitabilmente il riversarsi delle truppe naziste su Cisano Bergamasco. Il loro capo intima immediatamente il rilascio dei due ufficiali altrimenti, afferma, il paese sarà raso al suolo e dato alle fiamme. Ravasio, grazie all'intervento dell'ingegner Isacchi della Todt, che conosce la lingua tedesca, dice al capo delle truppe naziste che la sua Brigata è in possesso dei documenti di identità di alcuni ufficiali tedeschi catturati precedentemente.
Inoltre afferma che, se verrà appiccato il fuoco al paese, tutti i prigionieri, compresi quelli catturati per ultimi, saranno fucilati. A questo punto, al capo delle truppe naziste non rimane altro che ritirare le sue truppe e concordare con Ravasio la liberazione dei prigionieri alla fine del conflitto.
Nell'aprile del 1945 blocca l'avanzata, dalla Svizzera, dei repubblichini della Colonna Comolli, o colonna Resmini, affrontandoli coraggiosamente. Nello stesso anno Ravasio è protagonista in uno scontro il 26 aprile 1945 tra partigiani appartenenti alla Brigata Albenza e le truppe naziste, in cui si ebbero molti caduti: 11 tra i partigiani e 65 tra le truppe nazifasciste (da verificare)
Nel Dopoguerra, a soli venticinque anni, Ravasio diventa sindaco di Cisano Bergamasco e nel 1946 fonda il Circolo dei Lavoratori, che si trasforma ben presto in una cooperativa molto attiva sul territorio bergamasco. Negli anni quaranta è un giovane tipografo, fa il servizio di leva a Torino dove incontra un Tenente che simpatizza per il Partito Socialista Italiano clandestino; Giovanni frequenta quindi una cellula del partito socialista ed inizia un percorso di adesione agli ideali antifascisti,  a causa di questa sua adesione al partito socialista, a seguito di una retata viene incarcerato, processato e condannato a morte, dal tribunale militare di Torino, condanna poi commutata in 45 anni di detenzione. Viene inviato al confino a Ponza da dove, usufruendo di un decreto che stabilisce che i confinati possono volontariamente unirsi alle truppe italiane operanti in unione sovietica, lascia il confino. La tradotta non giungera' mai in Russia ed i prigionieri vengono dirottati nel campo di concentramento di Dusseldorf,. Ravasio a Dusseldorf viene utilizzato come minatore. Successivamente, con altri prigionieri viene tradotto a Boulogne sur Mere, Francia, per partecipare ai lavori di costruzione del vallo atlantico. Da Boulogne, con alcuni compagni fugge dalla prigionis e dopo numerose peripezie e scontri, in cui perdono la vita 8 compagni di fuga, riesce a unirsi alle forze partigiane in italia
Raggiunuta la provincia di Bergamo si unisce alle truppe partigiane della brigata Albenza (fiamme Verdi). Dopo la Liberazione fa attività politica nel partito socialista e diviene primo Sindaco di Cisano Bergamasco. Ritorna al suo lavoro di ferroviere e compie un atto di coraggio salvando una donna che stava per essere investita da un treno in transito. Per questo gesto nel 1951 gli viene assegnata la medaglia d'argento al valor civile, con un decreto firmato, ironia della sorte, dal ministro Scelba.
Al termine del suo mandato come sindaco di Cisano Bergamasco, Ravasio continuò il suo impegno civile e politico, ricoprendo la carica di consigliere comunale a Cisano e a Calolziocorte, poi quella di consigliere provinciale a Bergamo.
È morto a Cisano Bergamasco il 7 luglio 2010 all'età di ottantanove anni.